# 287875 Pavlokorsun
287875 Pavlokorsun este o planetă minoră (asteroid) din centura de asteroizi. A fost descoperită pe 29 septembrie 2003 la Andrușivska astronomicina observatoria⁠(d) de Andrușivska astronomicina observatoria⁠(d). 
Obiectul prezintă o orbită caracterizată de o semiaxă mare de 3,0823605913842 UAi, o excentricitate de 0,018424057257676, o înclinație de 10,068655716576 ° în raport cu ecliptica.